# Grebenișu de Câmpie (gmina)
Grebenișu de Câmpie – gmina w Rumunii, w okręgu Marusza. Obejmuje miejscowości Grebenișu de Câmpie, Leorința i Valea Sânpetrului. W 2011 roku liczyła 1684 mieszkańców.